# Zhu Shuzhen
Zhu Shuzhen (Kinesiska: 朱淑真), ca 1063-1106 (flera andra årtal förekommer), var en kvinnlig kinesisk poet som levde under Songdynastin. Hennes existens har inte kunnat definitivt bekräftas. Enligt legenden var hon gift med en ämbetsman men var inte lycklig i äktenskapet och hade en älskare som delade intresset i poesi. Föräldrarna var helt oförstående och brände hennes dikter. Endast en av hundra dikter sägs ha överlevt. Mycket är okänt om hennes liv och detaljer som födelse- och dödsdatum betraktas alla som mycket vaga.
Det första omnämnandet av Zhu Shuzhen gjordes av tjänstemannen Wei Duanli under 1100-talet. Han sade sig ha hört flera av dikterna på ett lokalt värdshus i trakterna av Hangzhou och samlade de dikter han kunde finna. Samlingen kallade han Hjärtesorg då de flesta behandlade olycklig kärlek på ett eller annat sätt. Det totala antalet bevarade dikter som attribueras Zhu är 339 Shi-dikter och 33 Ci-dikter.
Flera försök att avgöra var Zhu Shuzhen levde har gjorts genom historien. Utöver Hangzhou har hon placerats i Haining av Tian Yiheng som ansåg att hon var brorsdotter till poeten Zhu Xi, medan andra har placerat henne i olika orter i de norra delarna av songdynastin baserat på ledtrådar i hennes dikter.
Nedslagskratern Zhu Shuzhen på planeten Venus är uppkallad efter henne.